# Thermo
Thermo (Grieks: Θέρμο) is een gemeente (dimos) in de Griekse bestuurlijke regio (periferia) West-Griekenland.